# مذهب النفي
مذهب النفي (بالإنجليزية: Noneism)‏ والمعروف أيضًا باسم ماينونجية مشروطة (سمي على اسم ألكسيوس ماينونج)، هو نظرية في المنطق والميتافيزيقا. ويرى أن بعض الأشياء غير موجودة.